# Лам Донг (провинция)
Лам Донг (на виетнамски: Lâm Đồng) е виетнамска провинция разположена в регион Тай Нгуйен. На север граничи с провинция Дак Лак, на северозапад с провинция Дак Нонг, на юг с провинциите Донг Най и Бин Тхуан, на запад с Бин Фуок, а на изток с провинциите Кхан Хоа и Нин Тхуан. Населението е 1 298 900 жители (по приблизителна оценка за юли 2017 г.).

## Административно деление
Провинция Лам Донг се състои от един самостоятелен град Да Лат, едно градче Бао Лок и десет окръга:
- Бао Лам
- Кат Тиен
- Да Хуоай
- Да Тех
- Дам Ронг
- Ди Лин
- Дон Дуонг
- Дук Тронг
- Лак Дуонг
- Лам Ха